# Нидерлендер, Андре
Андре Нидерлендер (15 октября 1890 г., Париж — 18 июля 1959 г.) — французский археолог и спелеолог, исследователь первобытного общества, исследовавший доисторические памятники департамента Ло. Также принимал активное участие в политической жизни своего региона.

## Биография

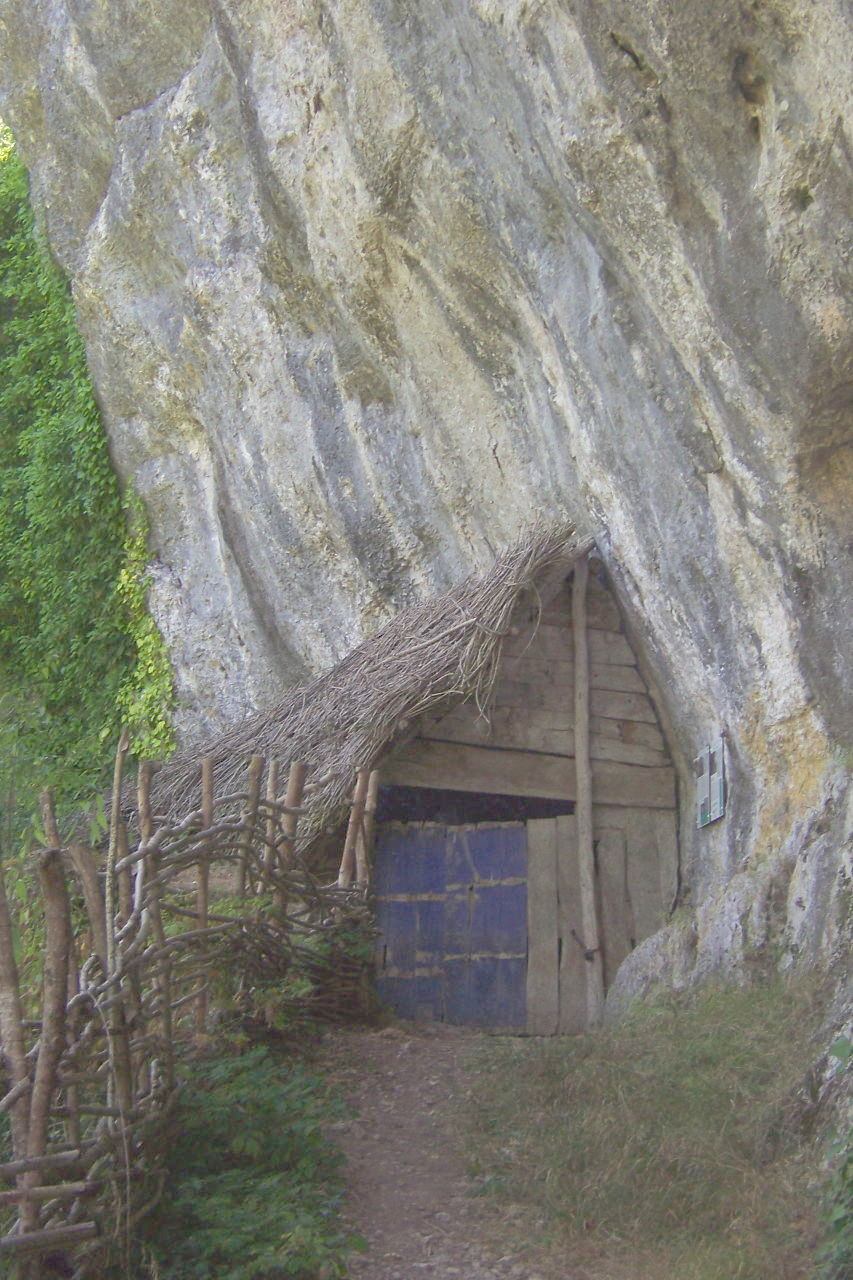
Домик Pagès слева от дороги к мельнице Caoulet на берегу реки Уисс.

Отец Андре Нидерлендера был родом из Визвиллера в германоязычном регионе Мозель, а мать происходила из Рокамадура. Поженились они в Париже (многие представители мозельского рода Нидерлендер приехали в Париж в XIX веке, как до, так и после войны 1870 г.), после чего поселились в Керси. После нескольких поездок в Тонкин Нидерлендер-старший стал владельцем привокзального отеля в Рокамадуре.
Андре Нидерлендер родился 15 октября 1890 г. в Париже, в 6-м округе. Он вырос в Рокамадуре, общаясь со многими паломниками — постояльцами отеля, которым владел отец. Другом и частым гостем в семье был археолог Эдуард-Альфред Мартель, изучавший регион Кос-де-Грама (Causse de Gramat), который пробудил у Андре интерес к естественным наукам и привлёк к своим исследованиям региона.
Андре Нидерлендер начал изучать первобытное общество в 1906 году под руководством и по совету Армана Вире. Позднее он стал управлять привокзальным отелем, которым ранее управлял его отец. В тот же период Андре Нидерлендер познакомился с оисториками первобытного общества, такими как аббат Анри Брёйль.
К его большому разочарованию, многие места и дольмены были раскопаны или, скорее, разграблены его предшественниками. Нидерлендер, в отличие от них, пользовался в исследованиях строгими методами, понимая, что раскопки часто приводили к разрушению исследуемого памятника, подробно документировал и описывал все свои исследования. Найденный им материал был депонирован в 1943 году в музее предыстории Кабрере.
С 1909 по 1913 год он вместе с отцом Амеде Лемози раскопал вход в пещеру Линарс в долине Алзу. Вместе с Раймондом Лакамом он изучал:
- Le Mas Viel, муниципалитет Сен-Симон (Ло)
- Убежище Паж, укрытие моста Лапейр в Рокамадуре.
- Пещеру Рукадур в Темине
- Кюзуль де Грама (Cuzoul de Gramat), где он обнаруживает скелет прозван человек Грама. Грама.

В 1925 году вместе с Эдуардом-Альфредом Мартелем он начал раскопки в пещере Рукадур.
В 1920 году вместе с отцом Амеде Лемози обследовал Пещеру чудес (Grotte des Merveilles) в Рокамадуре.
Избирался мэром г. Рокамадур с 1929 по 1943 год.
Умер от болезни 18 июля 1959 г.

## Публикации
- André Niderlender, Armand Viré, " Un crâne de Magdalénien finissant à l’abri Murat, commune de Rocamadour ", Bulletin de la Société Préhistorique de France, 28 mai 1925.
- André Niderlender, Raymond Lacam et Jean Arnal, Le Gisement néolithique de Roucadour (Thémines -Lot), IIIe supplément à Gallia Préhistoire, CNRS, 1966.